# Dănuț Moldovan
Dănuț Ion Moldovan (ur. 17 marca 1991 w Bukareszcie) – rumuński bobsleista reprezentujący także Austrię, brązowy medalista mistrzostw świata.

## Kariera
Największy sukces w karierze osiągnął w 2021 roku podczas mistrzostw świata w Altenbergu, w których to zdobył srebrny medal w czwórkach. Ponadto w 2016 roku wspólnie z kolegami i koleżankami z reprezentacji zdobył brązowy medal w zawodach drużynowych na mistrzostwach świata w Igls. Na tej samej imprezie zajął także piąte miejsce w czwórkach. W zawodach Pucharu Świata zadebiutował w listopadzie 2012 roku. Pierwszy raz na podium w zawodach tego cyklu stanął 7 lutego 2016 roku w Sankt Moritz, zajmując drugie miejsce. W 2014 roku, jeszcze w barwach Rumunii, wystartował w czwórkach na igrzyskach olimpijskich w Soczi, kończąc rywalizację na 24. pozycji.